# جودی (فیلم ۲۰۱۹)
جودی (به انگلیسی: Judy) فیلمی محصول سال ۲۰۱۹ و به کارگردانی روپرت گولد است. در این فیلم بازیگرانی همچون رنی زلوگر، فین ویتراک، جسی باکلی، روفس سوئل، مایکل گمبون، ریچارد کردری، بلا رمزی، رویس پیرسون و اندی نایمن ایفای نقش کرده‌اند.
این فیلم به داستان زندگی جودی گارلند می‌پردازد.
این فیلم نامزد دو اسکار شد که از میان آنها، رنی زلوگر برای بازی درخشانش توانست اسکار نقش اول زن را تصاحب کند.